# Andrzej Wielogórski
Andrzej Wielogórski ps. Makary (ur. 14 marca 1952 w Łodzi) – artysta, fotograf związany z grupą Łódź Kaliska

## Życiorys
Andrzej Wielogórski od 1973 jest chemikiem w Katedrze Analizy Instrumentalnej na Wydziale Chemii Uniwersytetu Łódzkiego. W 1975 był współzałożycielem Grupy Młodych Łódzkiego Towarzystwa Fotograficznego. W 1979 był współzałożycielem grupy Łódź Kaliska, a w 2002 został jej prezesem. Jest członkiem łódzkiego oddziału Związku Polskich Artystów Fotografików, Łódzkiego Towarzystwa Fotograficznego. Był zaangażowany w ruch artystyczny Kultura Zrzuty, a także był współredaktorem fanzinu „Tango” na łamach którego również publikował.

## Twórczość
Działania Wielogórskiego związane są z performancem i fotografią. Ponadto wykorzystuje artystycznie swoją wiedzę chemiczną, m.in. tworząc urządzenie do mierzenia wyporności piersi podczas akcji „Casting Wypornościowy” (2001). Tworząc sztukę stara się zaskakiwać i szokować - jest inicjatorem akcji wypatrywania na drabinie sztuki wysokiej podczas Biennale w Wenecji („W poszukiwaniu Sztuki Wysokiej”, 2011), która zakończyła się wezwaniem ochrony i usunięciem Wielogórskiego z terenu festiwalu. W trakcie happeningu „Opera Pałacowa”, zaangażował się w poświęcenie prac z Łodzi Kaliskiej przez biskupa Kazimierza Nycza. Ponadto brał udział w wystawach indywidualnych i grupowych, m.in. , Małej Galerii w Warszawie (1983), Galeria Wschodniej w Łodzi(1989), Galerii Opus w Łodzi (2007), Galerii ZPAF w Szczecinie (2008), Muzeum Narodowym w Poznaniu, Krakowie, Warszawie, Zachęcie w Warszawie, a także m.in. Francji, Niemczech, Belgii, Holandii, USA, na Węgrzech oraz uczestniczył w Festiwalu Filmowym w Kazimierzu i Gdyni (2001).

### Wybrane działania
- Projekt „Gorset”[13][14],

- „Algorytmy” (1981),
- „Na spacerze” (1981)[7],
- „Działanie Prywatne” (1981),
- „Gówno nie Łódeczka” (1982),
- „Bony M” (1983),
- „Prywatna Sztuka” (1983)[15],
- „Casting wypornościowy” (2001),
- „Fabryka lodów” (2003)[7],
- „Instrukcja Zabijania Sztuki” (2007)[16],
- „Stefan i majonez” (2010),
- „W poszukiwaniu Sztuki Wysokiej” (2011),
- „Opera Pałacowa” (2012)[7].